# Arnold Hungerbühler
Arnold Hungerbühler (* 31. Mai 1938 in Winterthur) ist ein ehemaliger Schweizer Radsportler und Schweizer Meister im Radsport.

## Laufbahn
Arnold Hungerbühler, von Beruf Dachdecker, begann 1958 mit dem Radsport. Er spezialisierte sich auf Querfeldeinrennen, bestritt im Sommer jedoch auch Strassenrennen. 1959 qualifizierte er sich für die damalige A–Klasse der Amateure in der Schweiz. 1960 siegte er bei der Schweizer Meisterschaft im Querfeldeinrennen und gewann weitere acht Wettbewerbe. 1961 löste er eine Lizenz als Unabhängiger, womit er auch bei Rennen der Berufsfahrer starten konnte. Bei seinem ersten Start bei den UCI-Weltmeisterschaften in seiner Disziplin wurde er 1961 15. 1962 wurde er erneut Schweizer Meister. Nach einem Unfall beendete er 1963 seine Laufbahn.